# Renault J7T
J7T var en benzinmotor, som blev brugt af Renault, og som fandtes i en version med 8 eller 12 ventiler.
Motoren blev anvendt i Renault 21, 25, Safrane, Espace, Trafic og Master.
Nedenfor er anført specifikationerne for versionerne med 107 og 137 hk. Specifikationerne for versionen med 90 hk kendes ikke.

## Specifikationer
|                                                  | J7T 8V (107 hk)                              | J7T 12V (137 hk)                             |
| ------------------------------------------------ | -------------------------------------------- | -------------------------------------------- |
| Princip                                          | 4-takts benzinmotor                          | 4-takts benzinmotor                          |
| Antal knastaksler (overliggende, tandremsdrevne) | 1                                            | 1                                            |
| Antal ventiler pr. cylinder (total)              | 2 (8)                                        | 3 (12)                                       |
| Slagvolumen (cm3)                                | 2165                                         | 2165                                         |
| Boring (mm)                                      | 88,0                                         | 88,0                                         |
| Slaglængde (mm)                                  | 89,0                                         | 89,0                                         |
| Kompressionsforhold                              | 9,2:1                                        | 9,2:1                                        |
| Max. effekt kW (HK) ved/ O pr min                | 79 (107) / 5000                              | 101 (137) / 5750                             |
| Moment Nm ved/ O pr min                          | 175 / 2500                                   | 182 / 4500                                   |
| Fødesystem                                       | Elektronisk benzinindsprøjtning (Multipoint) | Elektronisk benzinindsprøjtning (Multipoint) |
| Oliekapacitet (liter)                            | 7,0                                          | 6,2                                          |
| Modeller                                         | 21,Renault Espace 2 (j63) , 25, Safrane      | Renault Safrane                              |